# Синиця канарська
Синиця канарська (Cyanistes teneriffae) — вид горобцеподібних птахів родини синицевих (Paridae).

## Поширення
Вид поширений у Північній Африці (Марокко, Алжир, Туніс і Лівія) та на Канарських островах (де утворює 5 підвидів).

## Опис
Птах завдовжки близько 12 см з яскравим оперенням, з білою головою, оточеною чорно-блакитною смугою, і з блакитною плямою на тімені; синювата верхня частина, як і ноги, і жовта нижня частина з поздовжньою чорною лінією між ногами. Молодняк має жовті щоки та більш коричневе оперення.

## Спосіб життя
Гніздиться з березня по липень в отворах у стінах яру, скелях або деревах. У ці гнізда зазвичай відкладає 2—3 яйця.

## Підвиди
Виділяють 7 підвидів:
- Cyanistes teneriffae teneriffae (Lesson 1831) — острови Гомера і Тенерифе (Канари);
- Cyanistes teneriffae palmensis (Meade-Waldo, 1889) — острів Ла-Пальма (Канари);
- Cyanistes teneriffae cyrenaicae (Hartert, 1922) — ендемік Лівії;
- Cyanistes teneriffae ultramarinus (Bonaparte, 1841) — поширений у Марокко, Алжирі і Тунісі;
- Cyanistes teneriffae degener (Hartert, 1901) — острови Фуертевентура і Лансароте (Канари);
- Cyanistes teneriffae ombriosus (Meade-Waldo, 1890) — острів Ієрро (Канарські острови);
- Cyanistes teneriffae hedwigae (Dietzen, Garcia-del-Rey, Castro & Wink, 2008) — острів Гран-Канарія (Канари).